# 鹿港三山國王廟
鹿港三山國王廟位於臺灣彰化縣鹿港鎮，為供奉三山國王的廟宇，於1985年11月27日公告為古蹟。傳統說法依據廟中「海東霖田」匾將建廟年代定在乾隆二年（1737年），但學者卓克華懷疑可以再往上追溯:101、102，可能是從曾存在於「客仔厝」的霖肇宮發展而來:117。

## 沿革
鹿港三山國王廟因為廟中有落款於乾隆二年（1737年）八月的「海東霖田」匾，故通常將創建年代定於乾隆二年（1737年）:101、102。乾隆四十二年（1777年），鹿仔港巡檢王坦，曾與當地仕紳捐款社治義塚「敬義園」，分別位在鹿港街後街尾與三山國王廟廟後:102。而後依據廟中有道光廿四年（1844年）所立的花崗岩柱，可推測三山國王廟在這一年左右可能進行過整修，而從乾隆二年到道光廿四年之間，依照古建築之壽命推測可能還有二到三次的重修:110。之後在光緒九年（1883年）十一月，商人莊出海跟住在員林與東勢角的客家人募捐，重建三山國王廟:111。
到了日治時期的大正年間（1910年代），根據《寺廟臺帳》一書，三山國王廟為三進式建築，但當時香火已經衰弱，祭祀圈只有八戶潮州人:111。昭和四年（1929年），由於市區改正的關係，位在計畫道路上的三山國王廟被迫拆遷，於今址運用舊有建材重建:111。昭和九年（1934年）進行道路拓寬（約7m改成15m寬），使得重建沒幾年的三山國王廟得拆毀三川門與拜殿，只留下正殿:111。
二次大戰後，民國五十八年（1969年）整修，並在正立面增設牌樓，三連圓弧狀的造型象徵三座祖山（巾山、明山、獨山）:112。後來在民國七十六年（1987年）在鹿港鎮民楊張筍、許黃罔招倡捐下整修擴建，該年10月完工後舉行重修安座儀式:112。民國八十三年（1994年）再次整修，並將三連圓弧狀的牌樓拆除重建，該年4月完工後，於8月創轎班會已備將來抬轎遶境之需:112。

## 前身為霖肇宮之說
學者卓克華懷疑鹿港三山國王廟的前身是位在客仔厝的霖肇宮，其依據主要是因為客家人在康熙晚期便進入彰化地區發展，而鹿港為他們進出的重要港口，應該在康、雍年間已有供奉三山國王的廟宇:116。而在彰化員林，便有建於康、雍年間的三山國王廟「廣寧宮」:116。此外道光年間的《彰化縣志》提到當時彰化縣境內有三個主要的三山國王廟，分別位在縣治南街（彰化市）、鹿港街（鹿港鎮）、員林仔街（員林市），但只有位在縣治者有寫明是乾隆年間興建，對此卓克華認為是因為鹿港與員林的三山國王廟創建年代早於乾隆，纂志者不敢確定年代，所以僅一筆帶過:101、116。
而根據《寺廟臺帳》（1915年）的資料，過去在鹿港埔崙里一帶有座霖肇宮，是埔心鄉霖興宮、霖鳳宮的祖廟，但現在的埔崙里並無一間叫作「霖肇宮」的廟宇:116。而過去在埔崙里一帶有個叫「客仔厝」的地方，是鹿港市街最早形成的地區，後來因為地勢狹隘低濕等因素，鹿港市街移到今天的中山路一帶:116、117。而「客仔厝」之名便是因為當時該處為客家人聚居之地，如此則當有三山國王廟，而這座三山國王廟很可能便是「霖肇宮」:117。
卓克華推測，「海東霖田」匾可能即是霖肇宮的古物，而原本位在客仔厝的霖肇宮可能因為地勢不佳，或是因為在林爽文事件中受損，才遷移到新的鹿港大街，後來成為現在的三山國王廟:117。